# European Rugby Continental Shield 2016-2017
Continental Shield 2016-17 fu la 1ª edizione dell’European Rugby Continental Shield, terzo torneo stagionale per club di rugby a 15 per rango.
Organizzata da European Professional Club Rugby, Federazione Italiana Rugby e Rugby Europe, fu istituita nel corso della stagione 2016-17 durante il torneo di qualificazione alla Challenge Cup 2017-18, cui fu dato il nome della nuova competizione.
A qualificarsi per la finale, e ad accedere alla Challenge Cup successiva, furono le due compagini russe di Krasnyj Jar ed Enisej-STM; il trofeo fu vinto da quest'ultima che si aggiudicò per 36-8 la gara per il titolo.

## Formato
Al torneo di qualificazione si presentarono 8 squadre così suddivise:
1. le prime 4 classificate dell'Eccellenza 2015-16;
2. la squadra campione del Belgio;
3. la squadra campione di Germania;
4. la squadra campione di Spagna;
5. le due finaliste dell'edizione precedente, ammesse direttamente in semifinale.

Le squadre di cui ai punti 1., 2. e 3. furono divise in due gironi, e ognuna di esse giocò tre partite di andata e ritorno contro le tre squadre del girone opposto.
Le due squadre vincitrici di girone si incontraro per la prima semifinale in gara di andata e ritorno; nell'altra semifinale si incontrano le due finaliste dell'edizione precedente, anch'esse in gara di andata e ritorno.
Le due semifinaliste vincitrici accedettero alla Challenge Cup 2017-18 e si incontrarono in finale, in gara unica, che si tenne a Edimburgo nel complesso sportivo di Murrayfield sul cui campo principale, nello stesso fine settimana, si disputarono le finali di Champions Cup e Challenge Cup 2016-17.

## Squadre partecipanti

### Gruppo A
- Calvisano
- Dendermonde
- Krasnyj Jar (Krasnojarsk)
- Petrarca (Padova)

### Gruppo B
- Heidelberg RK
- Mogliano (Mogliano Veneto)
- Rovigo
- El Salvador (Valladolid)

### Qualificate dall'edizione precedente
- Enisej-STM (Krasnojarsk)
- Timişoara

## Fase a gironi

### Risultati
|                  | Risultati                 |       |
| ---------------- | ------------------------- | ----- |
| 15 ottobre 2016  | Petrarca — Rovigo         | 24-13 |
| 15 ottobre 2016  | El Salvador — Dendermonse | 57-8  |
| 15 ottobre 2016  | Calvisano — Heidelberg    | 60-19 |
| 16 ottobre 2016  | Krasnyj Jar — Mogliano    | 48-24 |
| 22 ottobre 2016  | Krasnyj Jar — El Salvador | 32-5  |
| 22 ottobre 2016  | Rovigo — Calvisano        | 19-22 |
| 22 ottobre 2016  | Petrarca — Mogliano       | 31-22 |
| 10 dicembre 2016 | El Salvador — Petrarca    | 3-39  |
| 10 dicembre 2016 | Heidelberg — Krasnyj Jar  | 21-50 |
| 10 dicembre 2016 | Dendermonde — Rovigo      | 7-29  |
| 10 dicembre 2016 | Mogliano — Calvisano      | 35-26 |
| 17 dicembre 2016 | Rovigo — Krasnyj Jar      | 11-42 |
| 17 dicembre 2016 | Calvisano — El Salvador   | 26-19 |
| 17 dicembre 2016 | Heidelberg — Petrarca     | 7-55  |
| 17 dicembre 2016 | Mogliano — Dendermonde    | 48-17 |
| 14 gennaio 2017  | Dendermonde — Heidelberg  | 16-33 |

#### Classifica gruppo A
|  |    | Squadra     | G | V | N | P | PF  | PS  | P±   | B | Pt |
|  | -- | ----------- | - | - | - | - | --- | --- | ---- | - | -- |
|  | 1. | Krasnyj Jar | 4 | 4 | 0 | 0 | 172 | 61  | 111  | 4 | 20 |
|  | 2. | Petrarca    | 4 | 4 | 0 | 0 | 149 | 45  | 104  | 3 | 19 |
|  | 3. | Calvisano   | 4 | 3 | 0 | 1 | 134 | 92  | 42   | 3 | 15 |
|  | 4. | Dendermonde | 4 | 0 | 0 | 4 | 50  | 167 | −117 | 0 | 0  |

#### Classifica gruppo B
|  |    | Squadra       | G | V | N | P | PF  | PS  | P±   | B | Pt |
|  | -- | ------------- | - | - | - | - | --- | --- | ---- | - | -- |
|  | 1. | Mogliano      | 4 | 2 | 0 | 2 | 129 | 124 | 5    | 4 | 12 |
|  | 2. | El Salvador   | 4 | 1 | 0 | 3 | 84  | 105 | −21  | 2 | 6  |
|  | 3. | Rovigo        | 4 | 1 | 0 | 3 | 72  | 95  | −23  | 2 | 6  |
|  | 4. | Heidelberg RK | 4 | 1 | 0 | 3 | 80  | 181 | −101 | 1 | 5  |

## Fase aplay-off

### Semifinali
| Arbitro: | Frank Murphy |

|  |    |                                                                                                |
|  | mt | 2’, 71’ Michalcov 14’ Rudoj 16’ Simplikevič 34’ Kušnarëv 48’ Orlov 67’ Gačečiladze 79’ Morozov |
|  | tr | 16’, 34’ Kušnarëv 79’ Michalcov                                                                |

| Arbitro: | Séan Gallagher |

|                                |      |                                     |
|                                | mt   | 28’ Căpăţână 61’ Doyle 75’ Seniloli |
|                                | tr   | 75’ Conache                         |
| Malaguradze 32’, 46’, 56’, 70’ | c.p. |                                     |

| Arbitro: | Dan Jones |

|                                                                                                 |    |              |
| Rudoj 7’ Michalcov 14’ Magomedov 21’ Kušnarëv 23’ Orlov 36’ Budyčenko 43’, 56’, 71’ Saulīte 79’ | mt | 75’ Corazzi  |
| Kušnarëv 7’, 21’, 36’                                                                           | tr | 75’ Giavardo |

| Arbitro: | Mike Adamson |

|                           |      |                                  |
| Simonescu 40+7’ Fercu 73’ | mt   | 23’, 37’ Pruidze 67’ Galinovskij |
| Conache 73’               | tr   | 23’, 37’, 67’ Malaguradze        |
| Conache 7’, 55’           | c.p. | 46’, 63’ Malaguradze             |

### Finale
| Arbitro: | Mike Adamson |

|                             |      |                 |
| Rudoj 10’, 75’ Gargalyk 59’ | mt   | 15’ Kolomijcev  |
| Kušnarëv 10’, 59’, 75’      | tr   | 13’ Malaguradze |
| Kušnarëv 19’, 29’, 36’, 50’ | c.p. |                 |
| Gajsin 70’                  | drop |                 |